# Лукомская, Халина
Хали́на Луко́мская (пол. Halina Łukomska; 29 апреля 1929, Сухеднюв, Польша — 30 августа 2016) — польская оперная певица (лирико-колоратурное сопрано) и педагог.

## Биография
В 1951—1954 годы училась в Высшей оперной школе в Познани и одновременно в Государственной высшей музыкальной школе в Варшаве у Станислава Завадского и Марии Хальфтеровой. Затем стажировалась сначала в 1958 году в Сиене у Джорджо Фаваретто и в 1959—1960 годы в Венеции у Тоти даль Монте. Её амплуа концертное исполнение, как правило арии моцартовского репертуара. Также исполнялись произведения других композиторов XX века — К. Шимановского, В. Лютославского, А. Веберна, П. Булеза, Л. Ноно. Много гастролировала, в частности в СССР в 1956 и в 1958 годах. С 1986 года преподаёт в Иерусалимской академии музыки и танца.
Замужем за композитором Августином Блохом.

## Репертуар
- «Орфей» Клаудио Монтеверди
- «Коронация Поппеи» Клаудио Монтеверди
- вокальный цикл «Пять стихотворений Бодлера» Дебюсси
- Первая и Вторая кантаты Веберна
- песни Берга
- «Импровизации на стихи Малларме» Булеза
- «Экспрессии» и «Медитации» Августина Блоха[нем.]

## Награды
- 1956 — 1-я премия на Международном конкурсе в Хертогенбосе
- 1965 — лауреат премии Народного министерства культуры и искусства